# Boheyr-e Do
Boheyr-e Do (persiska: بهیر دو) är en ort i Iran.   Den ligger i provinsen Khuzestan, i den centrala delen av landet, 500 km sydväst om huvudstaden Teheran. Boheyr-e Do ligger 27 meter över havet och antalet invånare är 229.
Terrängen runt Boheyr-e Do är mycket platt. Runt Boheyr-e Do är det ganska tätbefolkat, med 144 invånare per kvadratkilometer. Närmaste större samhälle är Veys, 10,6 km söder om Boheyr-e Do. Omgivningarna runt Boheyr-e Do är i huvudsak ett öppet busklandskap.